# Overfladekrigsførelse
 Der er for få eller ingen kildehenvisninger i denne artikel, hvilket er et problem. Du kan hjælpe ved at angive troværdige kilder til de påstande, som fremføres i artiklen.

Overfladekrigsførelse (fra engelsk: Anti-surface warfare forkortet ASUW eller ASuW) er den krigsførelse der koncentrerer sig om nedkæmpelse af overfladeskibe; krigsskibe såvel som handelsskibe.
Man kan generelt dele overfladekrigsførelse ind i fire dele:
- Luftbaseret: Overfladekrigsførelse udført af fly, luftskibe og helikoptere. Er historisk set udført ved hjælp af bombeangreb, torpedofly, raketter og kanonild (og i nogle tilfælde af kamikazeangreb). I dag forgår ASuW generelt ved flybårne sømålsmissiler eller krydsermissiler.

- Skibsbaseret: Overfladekrigsførelse udført af krigsskibe. Krigsskibe kan bruge torpedoer, kanoner eller sømålsmissiler.

- Ubådsbaseret: Overfladekrigsførelse udført af ubåde. Er historisk set udført ved hjælp af kanoner og torpedoer. Moderne ubåde benytter sig også af undervandsaffyrede krydsermissiler eller sømålsmissiler.

- Landbaseret: Er historisk set udført ved kystbatterier med store kanoner, disse ses stadig, men man benytter nu generelt mobile missilbatterier. Kabelminer kan armeres og desarmeres fra land.